# Bregaglia
Bregaglia (rm. Bregaglia) – miejscowość i gmina w południowo-wschodniej Szwajcarii, w kantonie Gryzonia, w regionie Maloja. Leży na wysokości 994 m n.p.m. Powierzchnia gminy wynosi 251,42 km² i tym samym pod względem powierzchni jest największą gminą w regionie. Powstała 1 stycznia 2010 w wyniku połączenia gmin Bondo, Castasegna, Soglio, Stampa i Vicosoprano.

## Demografia
W Bregaglii mieszka 1576 osób. W 2020 roku 14,6% populacji gminy stanowiły osoby urodzone poza Szwajcarią. Większość ludności posługuje się włoskim (74,98%).

## Transport
Przez teren gminy przebiega droga główna nr 3.

## Ciekawostka
W 2009 r. gmina została pierwszą w kantonie, która dopuściła cudzoziemców do głosowania.